# Miss USA 2009
Miss USA 2009 fue la 58.ª edición de Miss USA, que se llevó a cabo el 19 de abril de 2009. Todos los 50 estados al igual que el Distrito de Columbia compitieron. Miss USA 2008 Crystle Stewart, de Texas coronó a Kristen Dalton de Carolina del Norte, como su sucesora. Dalton representó a Estados Unidos en Miss Universo 2009, donde terminó en el Top 10 de semifinalistas.
El evento fue presentado por Billy Bush de Access Hollywood y la actriz Nadine Velázquez; Bush regresó otra vez a presentar el certamen después de haberlo hecho en 2005. Anteriormente había sido el copresentador de Miss USA 2003 con Daisy Fuentes y Miss USA 2004-2005 con Nancy O'Dell. Kevin Rudolf cantaron en vivo «Let It Rock» durante la competencia de traje de baño, mientras que The Veronicas cantaron «Untouched» durante la competencia en traje de noche.
51 delegadas más el Distrito de Columbia compitieron en el certamen, y llegaron a Las Vegas el 2 de abril. Kristen Dalton representó a los Estados Unidos en Miss Universo 2009.

## Resultados

### Clasificaciones

Mapa mostrando los resultados por estado.

| Resultados finales | Candidata |
| ------------------ | --- |
| Miss USA 2009      | - Carolina del Norte - Kristen Dalton |
| 1.ª finalista      | - California - Carrie Prejean |
| 2.ª finalista      | - Arizona - Alicia Blanco |
| 3.ª finalista      | - Utah - Laura Chukanov |
| 4.ª finalista      | - Kentucky - Maria Montgomery |
| Top 10             | - Arkansas - Chanley Painter - Carolina del Sur - Stephanie Smith - Tennessee - Kristen Motil - Texas - Brooke Daniels - Virginia Occidental - Jessi Pierson |
| Top 15             | - Connecticut - Monica Pietrzak - Georgia - Kimberly Gittings - Idaho - Melissa Weber - Minnesota - Erica Negó - Virginia - Maegan Phillips                  |

### Premios especiales
- Miss Simpatía: Cynthia Pate (Miss Wyoming USA)
- Miss Fotogenica: Jessi Pierson (Miss West Virginia USA)

### Puntuaciones finales
| \| Estado \| Traje de baño \| Traje de noche \| \| ------------------- \| ------------- \| -------------- \| \| Carolina del Norte \| 9.198 (1) \| 9.470 (1) \| \| California \| 9.033 (3) \| 9.275 (2) \| \| Arizona \| 9.092 (2) \| 9.189 (3) \| \| Utah \| 8.851 (5) \| 8.849 (5) \| \| Kentucky \| 8.963 (4) \| 9.047 (4) \| \| Texas \| 8.548 (7) \| 8.694 (6) \| \| Tennessee \| 8.442 (9) \| 8.578 (7) \| \| Arkansas \| 8.704 (6) \| 8.419 (8) \| \| Carolina del Sur \| 8.402 (10) \| 8.335 (9) \| \| Virginia Occidental \| 8.475 (8) \| 8.296 (10) \| \| Virginia \| 8.199 (11) \| \| \| Minnesota \| 8.150 (12) \| \| \| Georgia \| 7.946 (13) \| \| \| Idaho \| 7.800 (14) \| \| \| Connecticut \| 7.797 (15) \| \| | Ganadora Primera finalista Segunda finalista Tercera finalista Cuarta finalista Top 10 Top 15 (#) Ranking en cada ronda |                |
| Estado | Traje de baño | Traje de noche |
| Carolina del Norte | 9.198 (1) | 9.470 (1)      |
| California | 9.033 (3) | 9.275 (2)      |
| Arizona | 9.092 (2) | 9.189 (3)      |
| Utah | 8.851 (5) | 8.849 (5)      |
| Kentucky | 8.963 (4) | 9.047 (4)      |
| Texas | 8.548 (7) | 8.694 (6)      |
| Tennessee | 8.442 (9) | 8.578 (7)      |
| Arkansas | 8.704 (6) | 8.419 (8)      |
| Carolina del Sur | 8.402 (10) | 8.335 (9)      |
| Virginia Occidental | 8.475 (8) | 8.296 (10)     |
| Virginia | 8.199 (11) |                |
| Minnesota | 8.150 (12) |                |
| Georgia | 7.946 (13) |                |
| Idaho | 7.800 (14) |                |
| Connecticut | 7.797 (15) |                |

## Candidatas
Las 51 candidatas estatales y el Distrito de Columbia.
| Estado               | Nombre                   | Ciudad natal     | Edad1  | Altura | Clasificación | Premios         | Notas |
| -------------------- | ------------------------ | ---------------- | ------ | ------ | ------------- | --------------- | --- |
| Alabama              | Rachel Philippona        | Dothan           | 19     |        |               |                 | |
| Alaska               | Jessica Nolin            | Palmer           | 22     |        |               |                 | |
| Arizona              | Alicia-Monique Blanco    | Phoenix          | 21     |        | 3.ª finalista |                 | |
| Arkansas             | Chanley Painter          | Conway           | 24     |        | Top 10        |                 | |
| California           | Carrie Prejean           | San Diego        | 21     | 5'10   | 1.ª finalista |                 | |
| Colorado             | Patrice Williams         | Colorado Springs | 21     |        |               |                 | |
| Connecticut          | Monica Pietrzak          | Manchester       | 25     | 5'11"  | Top 15        |                 | |
| Delaware             | Kate Banaczak            | Middletown       | 24     |        |               |                 | |
| Distrito de Columbia | Nicole White             | Washington D. C. | 20     | 5'8"   |               |                 | Anteriormente Miss District of Columbia Teen USA 2004                                                                                    |
| Florida              | Anastagia Pierre         | Plantation       | 20     | 5'9"   |               |                 | Anteriormente Miss Florida Teen USA 2004, Representó a Bahamas en Miss Universo 2011                                                     |
| Georgia              | Kimberly Gittings        | Lilburn          | 20     |        |               |                 | |
| Hawái                | Aureana Tseu             | Mililani Town    | 25     | 5'7"   |               |                 | Anteriormente Miss Hawaii Teen USA 1999                                                                                                  |
| Idaho                | Melissa Weber            | Eagle            | 26     |        | Top 15        |                 | |
| Illinois             | Ashley Bond              | Chicago          | 24     |        |               |                 | |
| Indiana              | Courtni Hall             | Crawfordsville   | 21     | 5'3"   |               |                 | Anteriormente Miss Indiana Teen USA 2004                                                                                                 |
| Iowa                 | Chelsea Gauger           | Ankeny           |        |        |               |                 | |
| Kansas               | Courtney Courter         | Olathe           | 23     | 5'9"   |               |                 | |
| Kentucky             | Maria Montgomery         | Danville         | 19     |        | 4.ª finalista |                 | |
| Louisiana            | Lacey Minchew            | Baton Rouge      | 25     |        |               |                 | Anteriormente Miss Teen America 2002, representando a Georgia                                                                            |
| Maine                | Ashley Underwood         | Benton           | 23     |        |               |                 | |
| Maryland             | Gabrielle Carlson        |                  | 24     |        |               |                 | |
| Massachusetts        | Alison Cronin            | East Weymouth    | 21     |        |               |                 | Anteriormente Miss Massachusetts Teen USA 2005                                                                                           |
| Michigan             | Lindsey Tycholiz         | Sterling Heights | 26     |        |               |                 | |
| Minnesota            | Erica Negó               | Plymouth         | 24     |        | Top 15        |                 | Luego Miss Ghana Universo 2011 |
| Mississippi          | Jessica McRaney          | Terry            | 23     |        |               |                 | Anteriormente Miss Mississippi Teen USA 2004                                                                                             |
| Misuri               | Stacey Smith             | Florissant       | 22     |        |               |                 | |
| Montana              | Misti Vogt               | Kalispell        | 22     | 5'11"  |               |                 | |
| Nebraska             | Meagan Winings           | Atkinson         | 23     |        |               |                 | Anteriormente Miss Nebraska Teen USA 2004 y finalista top 10 en Miss Teen USA 2004.                                                      |
| Nevada               | Georgina Vaughan         | Las Vegas        | 20     | 5'10"  |               |                 | Anteriormente Miss Nevada Teen USA 2006                                                                                                  |
| Nueva Hampshire      | Christy Dunn             |                  | 25     |        |               |                 | |
| Nueva Jersey         | Kaity Rodríguez          | Clifton          | 24     |        |               |                 | |
| Nuevo México         | Bianca Matamoros-Koonce  | Albuquerque      | 23     |        |               |                 | |
| Nueva York           | Tracey Chang             | Nueva York       | 25     | 5'7"   |               |                 | |
| Carolina del Norte   | Kristen Dalton           | Wilmington       | 21     | 5'7"   | Ganadora      |                 | Hermana de Miss North Carolina Teen USA 2008, e hija de Miss North Carolina USA 1982, 1.ª finalista en Miss North Carolina Teen USA 2005 |
| Dakota del Norte     | Kelsey Erickson          | Grand Forks      | 22     |        |               |                 | |
| Ohio                 | Natasha Vivoda           |                  |        |        |               |                 | |
| Oregón               | Sylvie Tarpinian         | Eugene           | 24     |        |               |                 | |
| Oklahoma             | Lauren Lunday            | Altus            | 25     |        |               |                 | |
| Rhode Island         | Alysha Castonguay        | Woonsocket       | 21     | 5'6"   |               |                 | Anteriormente Miss Rhode Island Teen USA 2002 y finalista top 10 en Miss Teen USA 2002. Miss Teen America 2003 y Miss Teen Galaxy 2005   |
| Carolina del Sur     | Stephanie Smith          |                  | Top 10 |        |               |                 | |
| Dakota del Sur       | Jessica Rowell           | Sioux Falls      | 21     |        |               |                 | |
| Tennessee            | Kristen Motil            | Williamson       | 24     | 5'9"   | Top 10        |                 | |
| Texas                | Brooke Daniels           | Tomball          | 22     | 5'8"   | Top 10        |                 | |
| Utah                 | Laura Chukanov           | Sandy            | 22     | 5'10"  | 3.ª finalista |                 | |
| Vermont              | Brooke Werner            | Granville        | 22     |        |               |                 | |
| Virginia Occidental  | Jessi Pierson            | Milton           | 21     |        | Top 10        | Miss Fotogenica | |
| Virginia             | Maegan Phillips          | Quantico         | 21     |        | Top 15        |                 | |
| Washington           | Tara Turnure             | Seattle          | 22     |        |               |                 | |
| Wisconsin            | Alexandra «Alex» Wehrley | Pewaukee         | 21     |        |               |                 | Presentó la edición de Miss USA 2015 |
| Wyoming              | Cynthia Pate             | Casper           | 22     |        |               | Miss Simpatía   | |

## Jueces
- Robert Earn - Presidente de Planet Hollywood Resort and Casino.
- Shandi Finnessey - Miss USA 2004
- Willie Geist - "Morning Joe" de MSNBC.
- Brian Graden - MTV Networks Music Channel
- Shelley Hennig - Actriz de Days of our Lives, Miss Teen USA 2004.
- Perez Hilton - Celebridad de chismes.
- Alicia Jacobs - Access Hollywood & KVBC News Ent.
- Claudia Jordan - Celebridad de Deal or No Deal. Miss Rhode Island USA 1997.
- John Miller - NBC Universal
- Kelly Monaco - Ganadora de la primera temporada de Dancing with the Stars.
- Kenan Thomphson - Saturday Night Live
- Eric Trump - The Trump Organization

## Controversia
Miss California, Carrie Prejean, fue cuestionada por Perez Hilton acerca de si ella creía que cada estado debería legalizar el matrimonio entre personas del mismo sexo.  Su respuesta fue, "Nosotros vivimos donde uno puede escoger el matrimonio entre dos personas del mismo sexo o el matrimonio opuesto.  Y tú sabes que, creo que en mi país, en mi familia, creo que mi opinión es que el matrimonio debe ser entre un hombre y una mujer. No intentó ofender a nadie, pero esa es la forma en la que fui criada".  Minutos después que terminara el certamen, Perez Hilton hizo comentarios negativos acerca de la concursante, dejándole entrever que la contestación fue la causa directa por la cual perdió la corona.  Los codirectores del Miss California USA expresaron su descontento y rechazo a dicha contestación.

## Nueva corona
Para seguir con la iniciativa medioambiental de lo "Verde es Universal" de NBC Universal, la Organización Miss Universo anunció que Diamond Nexus Labs, una empresa especializada en crear gemas, en el patrocinador oficial de joyería de los certámenes de Miss Universo, Miss USA y Miss Teen USA. Diamond Nexus Labs creó una corona especialmente diseñada para el Miss USA 2009, al igual que para el Miss Universo y Miss Teen USA.